# Onze-Lieve-Vrouw-van-Rustkapel (Thorn)
De Onze-Lieve-Vrouw-van-Rustkapel is een kapel in Thorn in de Nederlandse gemeente Maasgouw. De kapel staat bij Hagenbroek 13 ten noordoosten van het dorp aan een veldweg.
Op ongeveer 240 meter naar het noorden staat de Sint-Catharinakapel, op ongeveer 440 meter naar het zuidoosten de Sint-Petruskapel en op ruim 250 meter naar het zuidwesten de Sint-Jozefkapel.
De kapel is gewijd aan de heilige Maria, specifiek aan Onze-Lieve-Vrouw van Rust.

## Geschiedenis
Onduidelijk is wanneer de kapel precies gesticht werd. Toen een echtpaar een druk kind had, beloofden ze Maria een kapel te bouwen als het kind weer rustig zou worden. Niet al te lang daarna overleed het kind. Desondanks stichtten zij een niskapel ter ere van Onze-Lieve-Vrouw van Rust. Op een gegeven moment is die nis vervangen door een kapel, wat waarschijnlijk in de 19e eeuw plaatsvond.
Na de Tweede Wereldoorlog raakte de kapel in verval en werd ze in 1962 gerestaureerd.
In 2013 werd de kapel opnieuw gerestaureerd.

## Bouwwerk
De bakstenen kapel is ingebouwd in een lange muur, heeft een rechthoekig plattegrond en wordt gedekt door een zadeldak met leien met op de nok een windhaan. De frontgevel is wit geschilderd en het dak steekt over de frontgevel uit. In de frontgevel bevindt zich de rondboogvormige toegang met een hardstenen omlijsting. De toegang wordt afgesloten met twee rechthoekige deuren met daarboven een timpaan. Op de groenkleurige timpaan is een tekst geschilderd: ONZE LIEVE VROUW VAN RUST B.V.O. (BVO = bid voor ons). In de achtergevel bevindt zich een glas-in-loodvenster.
Van binnen heeft de kapel is de kapel wit gepleisterd en heeft het een voorportaal met verlaagd plafond. Tegen de achterwand is op een verhoging het altaar geplaatst. Het altaar heeft twee zuilen op hoge sokkels. Boven het altaar is in de wand een is uitgespaard, omlijst door twee zuiltjes. In de nis staat er een verhoging van twee treden met daarop de tekst ONZE LIEVE VROUW VAN RUST. Op de verhoging staat het polychrome Mariabeeld dat de gekroonde heilige toont met in haar rechterhand een spinstok en op haar linkerarm het gekroonde kindje Jezus. Jezus draagt een kroon en heeft in zijn linkerhand een rijksappel.